# Fritz Rupert Ungemach
Fritz Rupert Ungemach (* 6. Februar 1947 in München; † 20. Dezember 2009 in Leipzig) war ein deutscher Tierarzt und Pharmakologe.

## Leben
Ungemach studierte Tiermedizin an der Ludwig-Maximilians-Universität München, wo er auch promovierte und sich habilitierte. Nach einer Tätigkeit im Bundesgesundheitsamt nahm er einen Ruf an den Fachbereich Veterinärmedizin der Freien Universität Berlin auf die Professur für Pharmakologie und Toxikologie an. 1994 erhielt er die Professur für Veterinärpharmakologie an der Veterinärmedizinischen Fakultät der Universität Leipzig und war dort bis zu seinem Tod als Hochschullehrer und Direktor des Instituts für Pharmakologie und Toxikologie tätig.
Ungemachs Forschungsschwerpunkte waren die Regulation autonomer Rezeptoren im Atmungstrakt, Zytotoxizität, freier Radikale und Risikobewertung von Rückständen in Lebensmitteln. Er ist Autor von 240 Artikeln, Büchern und Buchbeiträgen. Zusammen mit Wolfgang Löscher und Reinhard Kroker war er Herausgeber des tiermedizinischen Standardwerkes „Pharmakotherapie bei Haus- und Nutztieren“, das 2010 in achter Auflage erschien.
Ungemach war Vorsitzender der Zulassungskommission für Verbraucherschutz und Lebensmittelsicherheit und im Management Board der Europäischen Arzneimittel-Agentur. Er erhielt die Verdienstmedaille der Food and Agriculture Organization (FAO) und Weltgesundheitsorganisation (WHO) sowie Auszeichnungen der Bundestierärztekammer und der Bayerischen Landestierärztekammer. Am 4. Februar 2015 wurde eine Büste auf dem Gelände der Veterinärmedizinischen Fakultät der Universität Leipzig enthüllt.